# 長江デルタ
長江デルタ（ちょうこうデルタ）とは中国の上海市と江蘇省南部・浙江省北部を含む、長江河口の三角洲を中心とした地域。

## 概要
人口1億3,500万（中国総人口の10%）で中国GDPの22%を占める。近代以降海外との接触が盛んとなり、20世紀後半から急速に工業発展してきた。日本企業もデルタ地帯に工場を運営するなど進出している。「長江デルタ地域計画」に盛り込まれた発展目標によると、2015年までにこの地域の一人当たりのGDPは8万2千元となり、サービス業の割合が48%を占め、都市化レベルが67%となる。2020年までに、GDPは11万元となり、サービス業の割合が53%を占め、都市化レベルが72%となる。

### 主な都市
- 上海市 人口約2,487万人 (2020年)
- 南京市 人口約823万人 (2016年)
- 杭州市 人口約1036万人 (2019年)
- 蘇州市 人口約1,058万人 (2013年)
- 寧波市 人口約764万人 (2012年)
- 無錫市 人口約749万人 (2022年)
- 南通市 人口約730万人 (2015年)
- 紹興市 人口約497万人 (2015年)
- 常州市 人口約459万人 (2010年)
- 金華市 人口約536万人 (2010年)
- 嘉興市 人口約555万人 (2022年)
- 台州市 人口約666万人 (2021年)
- 揚州市 人口約458万人 (2021年)
- 塩城市 人口約726万人 (2010年)
- 泰州市 人口約492万人 (2021年)
- 鎮江市 人口約311万人 (2010年)
- 湖州市 人口約306万人 (2016年)
- 淮安市 人口約456万人 (2021年)
- 舟山市 人口約114万人 (2012年)
- 衢州市 人口約213万人 (2015年)
- 馬鞍山市 人口約219万人 (2022年)
- 合肥市 人口約770万人 (2014年)